# Herman Bruyninckx
Herman Bruyninckx, né le 22 décembre 1962, à Turnhout, en Belgique, est un ancien joueur de basket-ball belge.